# Katty Tørnæs
Katty Tørnæs f. Sørensen (født 29. juni 1948 i Varde, død 2. februar 2000) var direktør for Viking fra 1992 til sin død. Hun blev ansat som sekretær i virksomheden i 1977 og arbejdede sig op til den højeste stilling.
Hun repræsenterede Venstre i Esbjerg Byråd i årene 1985 til 1990.
Katty Tørnæs var gift med amtsborgmester og minister Laurits Tørnæs, og stedmor til minister Ulla Tørnæs.